# Anna av Storbritannien
Anna av Storbritannien eller Anna Stuart (engelska: Anne Stuart), född 6 februari 1665 på St. James’s Palace, död 1 augusti 1714 på Kensington Palace, blev regerande drottning av England, Skottland och Irland 8 mars 1702. När England och Skottland den 1 maj 1707 enades i ett enda kungarike blev Anna Storbritanniens första regent. Hon regerade till sin död och blev den sista monarken av huset Stuart. Hon efterträddes av släktingen Georg I, av huset Hannover.
Annas liv var fyllt av kriser som hade samband med tronföljden. Hennes katolske far, Jakob VII och II, hade avsatts 1688 och hennes svåger och syster hade då blivit monarker under namnen Vilhelm III och Maria II. Anna fick ett stort antal missfall och dödfödda barn, troligtvis för att hon led av Hughes syndrom eller "klibbigt blod" vilket kan leda till just detta.
Varken Anna eller hennes syster lyckades få någon arvinge som överlevde barndomen, vilket ledde till en tronföljdskris eftersom den katolske James Francis Edward Stuart (the "Old Pretender", "den gamle pretendenten"), son till Jakob II, i brist på en protestantisk tronföljare kunde försöka göra anspråk på tronen. Då det skotska parlamentet kunde vägra att acceptera det engelska parlamentets val använde England olika metoder för att försäkra sig om att Skottland skulle samarbeta, såsom att försämra den skotska ekonomin genom handelsrestriktioner. Unionsakterna 1707 (genom vilka England och Skottland enades under namnet Storbritannien) var ett resultat av de förhandlingar som följde.
Under Annas regeringstid utvecklades tvåpartisystemet. Anna föredrog torypartiet, men stod ut med whigpartiet. Hennes närmaste vän och troligen mest inflytelserika rådgivare var Sarah Churchill, hertiginna av Marlborough, med vilken hon dock senare skulle komma att bli ovän. Även den senares make John Churchill, 1:e hertig av Marlborough, som under spanska tronföljdskriget ledde de engelska arméerna (efter unionen de brittiska arméerna), var en vän.

## Biografi

### Barndom och ungdomsår
Anna föddes i St. James's Palace i London som andra dotter till Jakob, hertig av York, (senare Jakob II) och hans första maka Anna Hyde. Hennes farbror var kung Karl II och hennes syster den blivande Maria II. Anna och Maria var de enda barn till hertigen och hertiginnan av York som överlevde barndomen. Anna led av en ögonsjukdom som barn och skickades till Frankrike för behandling. Hon bodde då hos sin farmor, Henrietta Maria av Frankrike, och efter farmoderns död hos sin faster Henrietta Anna, hertiginna av Orléans. Anna återvände från Frankrike efter sin fasters död 1670. 
År 1673 blev det känt att Annas far konverterat till katolicismen. Anna och hennes syster Maria uppfostrades dock som protestanter, på kung Karl II:s inrådan.  De uppfostrades separat från sin far med sitt eget hushåll på Richmond Palace. 
Hon uppfostrades av sina guvernanter Lady Frances Villiers och Henrietta Hyde. Hennes uppfostran lade framgångsrikt tonvikt på att uppfostra henne till lojalitet mot anglikanska kyrkan och ogillande av katolicismen. Utöver den religiösa uppfostran blev dock hennes undervisning försummad, och trots att hon och hennes syster ingick i tronföljden och därmed var potentiella tronarvingar, mottog de ingen högre uppfostran än den normala för döttrarna ur samtidens överklass, vilket innebar en ytlig bildning ett fokus på sällskapstalanger.

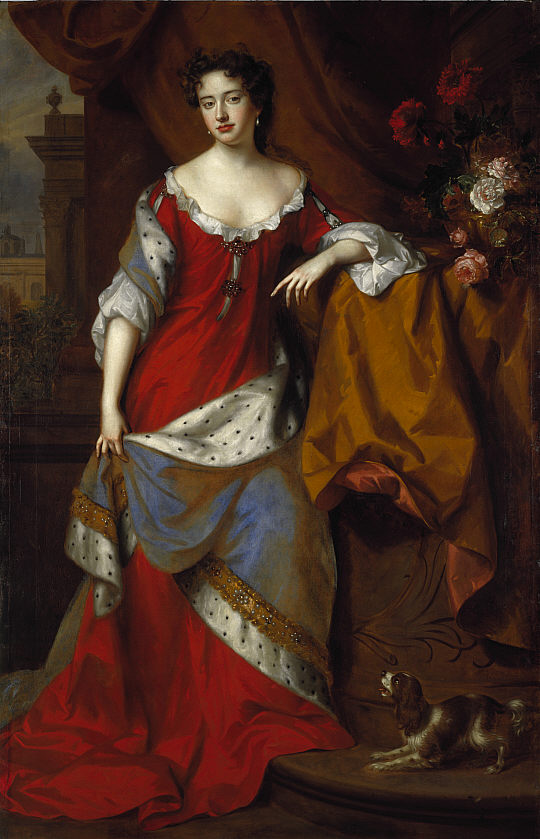
Anna Stuart som prinsessa omkring 1682, då hon gifte sig med Georg av Danmark. Porträtt av Jan van der Vaardt och Willem Wissing. Scottish National Portrait Gallery.

Omkring 1673 lärde hon känna Sarah Jennings, som kom att bli hennes nära vän och en av hennes närmaste rådgivare. Jennings gifte sig senare med den blivande hertigen av Marlborough, John Churchill, som senare skulle komma att bli en av Annas viktigaste generaler.
Anna följde 1678 med Maria av Modena till Holland, och 1679 förenades hon med föräldrarna utomlands och senare i Skottland, men hennes besök hos dem var endast just besök, och hon tilläts inte bo med dem permanent. År 1682 blev Anna sjutton och hade nått den ålder när samtidens prinsessor förväntades gifta sig. Vid denna tid beskrevs hon som söt, och en flirt med John Sheffield, Lord Mulgrave, fick den senare förvisad från England. 
Ett äktenskap föreslogs med hennes kusin Georg av Hannover och ett möte arrangerades, men var inte framgångsrikt. 
Den 28 juli 1683 gifte sig Anna med protestanten prins Georg av Danmark, bror till den danske kungen Kristian V. Georg var avlägset släkt med Anna, och hennes giftermål med en kunglig protestant var populärt i England, där det det fanns politisk ovilja mot katolicismen i kungahuset.
Normalt sett hade Anna förväntats lämna sitt land och bosätta sig med sin makes familj, men hennes politiska värde i egenskap av protestantisk tronarvinge i England gjorde att man kom överens om att paret skulle bosätta sig i England. 
Paret trivdes bra tillsammans trots att äktenskapet var arrangerat. De hade liknande temperament och föredrog ett tillbakadraget liv. Kungen gav Anna en bostad i Whitehall och en generös hemgift som tillät henne att leva i stor stil, och paret deltog i societetslivet och ägnade sig åt jakt och spelande vid hovet.
Sarah Churchill blev Annas hovdam (Lady of the Bedchamber) när Annas nya hushåll organiserades efter hennes giftermål. De båda lade bort titlarna och kallade varandra Mrs. Morley och Mrs. Freeman, eftersom Anna ville betona hur nära de stod varandra.

### Faderns regeringstid
När Karl II avled 1685 (och på dödsbädden konverterade till katolicismen) besteg Annas far tronen som kung Jakob II. 
Hennes fars tronbestigning gjorde att den långvariga oviljan mot hans katolicism nu steg upp till ytan. När hennes farbror avled och hennes syster bodde utomlands, kom Anna i blickfånget för den antikatolska oppositionen som den enda levande protestantiska medlemmen av kungahuset i England. Hon framhävde sin ställning som protestantisk tronarvinge genom att demonstrativt bevista gudstjänsterna i den anglikanska kyrkan, något som gjorde hennes far misstänksam och fick honom att placera spioner i hennes hushåll och förbjuda henne att lämna landet. Hon upprätthöll kontakt med sin syster och svåger utomlands, och försäkrade dem att hon skulle motstå alla försök från deras far att tvinga henne att konvertera.
Under hennes fars regeringstid stod det för första gången klart att Anna hade en realistisk chans att ärva tronen. Hennes styvmor hade inte fött barn på flera år och hennes äldre syster Maria var barnlös. Anna började därför på allvar att betraktas som en potentiell framtida monark. Hon utsattes för en press att föda protestantiska tronarvingar, något som ledde till fyra misslyckade graviditeter på fyra år. 
När hennes styvmor år 1687 oväntat blev gravid för första gången på flera år innebar det ett hot mot Annas ställning, och det betraktas som möjligt att det var Anna som först antydde för sin syster Maria att styvmoderns väntade barn kanske inte var äkta, något som senare skulle leda till hennes svågers invasion och faderns avsättning.
Jakob II mottogs inte väl av det engelska folket, och missnöjet växte då Jakobs andra maka Maria av Modena den 10 juni 1688 födde en son (Jakob Edvard Stuart), något som möjliggjorde inrättandet av en katolsk dynasti. Anna var inte närvarande vid tillfället utan hade rest till Bath, vilket gav upphov till tron att barnet var illegitimt, men den mest troliga anledningen till hennes frånvaro var Jakobs önskan att utestänga alla protestanter från statsangelägenheter. 
Anna hade rest till Bath för att återhämta sig efter sin senaste misslyckade graviditet, och undvek därför att bevista sin styvmors barnsäng som vittne till födseln. 
Efter barnets födsel återvände hon till London, och skrev sedan till sin syster att många betvivlade att drottningen hade varit gravid alls; att hon själv aldrig hade fått se eller känna på drottningens mage för att bekräfta att hon varit gravid, vilket var underligt, och att många nu betvivlade att drottningen alls hade fött det barn som nu visades upp:
"Jag kommer att bli nöjd," skrev Anna till Maria, "oavsett om barnet är äkta eller oäkta. Han kan vara vår bror, men det vet bara Gud … man kan inte låta bli att ha tusen farhågor och dystra tankar, men vad som än förändras kommer jag förbli trogen min tro och dig".
För att motbevisa ryktena om att barnet inte hade blivit fött av drottningen, lät kungen drottningen undergå en gynekologisk undersökning och sammankalla fyrtio vittnen till ett förhör i Privy Council den 22 oktober, men Anna undvek att närvara med hänvisning till graviditet och när hon sedan förevisades bevisen på födseln svarade hon bara att kungens eget ord var mer värt än något dokument. 
Prinsessan Annas syster och svåger, Maria och Vilhelm, invaderade England 17 november för att avsätta den impopuläre och despotiske Jakob II. Jakob försökte fly från riket den 11 december 1688, och abdikerade tolv dagar senare.
Anna hölls i avskildhet under händelserna före revolutionen. Hennes agerande influerades troligtvis av Churchills och även om Jakob hade förbjudit henne att så som planerat besöka systern Maria under våren 1688 korresponderade hon med henne, och hon kände utan tvekan till Vilhelms planer. Hon befann sig i en kritisk position. Efter att Vilhelm landstigit vägrade hon att visa sympati för kungen och skrev på Churchills inrådan till prinsen samt uttryckte sitt gillande inför hans agerande. Churchill övergav kungen den 24 november, prins Georg gjorde det den 25 november, och när Jakob återvände till London den 26 november upptäckte han att Anna och hennes jungfru hade följt sina makars exempel. De flydde från Whitehall via en baktrappa och bodde en natt hos biskopen av London innan de begav sig Nottingham, dit de anlände den 1 december. Prinsessan presenterade sig och utsåg ett råd. Sedan reste hon till Oxford, där hon mötte prins Georg och ett stort sällskap i triumf. Precis som Maria förebråddes hon att hon inte verkade bry sig om kungens flykt, men hon svarade att hon inte ville uppvisa påtvingade känslor. Hon återvände till London den 19 december och besöktes omedelbart av Vilhelm.
År 1689 samlades ett konventionsparlament som förklarade att Jakob hade abdikerat från riket då han försökte att fly och att tronen därför var vakant. Kronan erbjöds till och accepterades av Vilhelm och Maria, som regerade tillsammans. I Bill of Rights 1689 slogs tronföljden fast: Prinsessan Anna och hennes ättlingar skulle efterträda Vilhelm och Maria. Efter dem i tronföljden skulle ättlingar till Vilhelm i ett eventuellt framtida äktenskap komma.

### Vilhelm och Maria

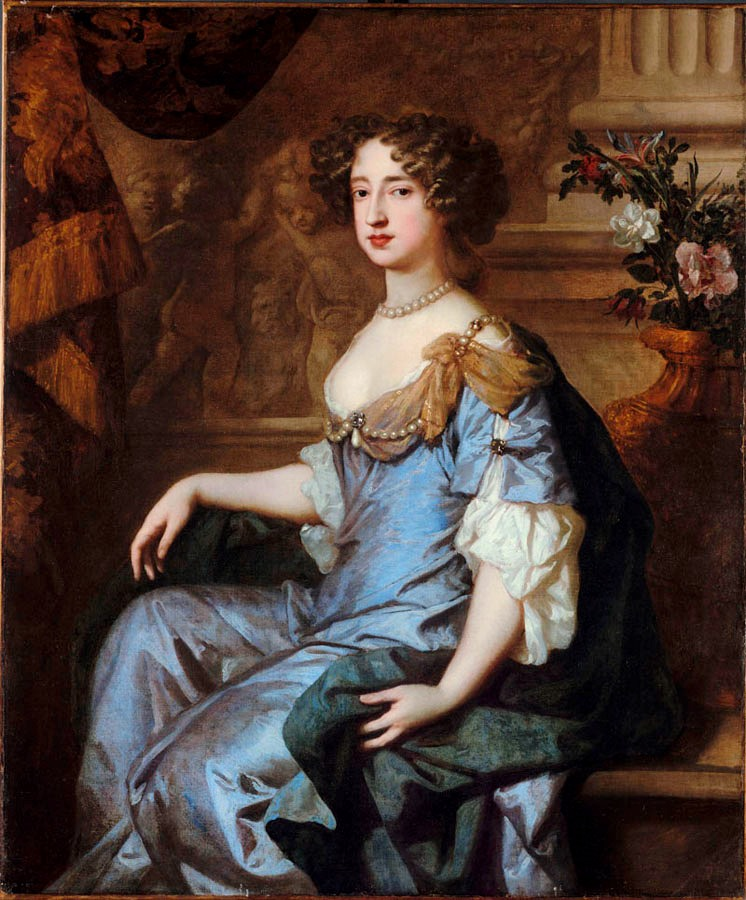
Annas syster, Maria, övertog tillsammans med maken Vilhelm III makten från fadern, Jakob II. Porträtt av Peter Lely.

Anna hade inte en god relation till Vilhelm och Maria. Det faktum att Vilhelm blev hennes systers medregent och skulle fortsätta regera även efter dennas död, innebar att Annas eget trontillträde sköts på framtiden. Annas ovilja mot Vilhelm väckte missnöje hos Maria över att Anna inte visade Vilhelm tillräcklig respekt, något som skapade konflikt även mellan systrarna.
Kort efter sitt trontillträde utnämnde Vilhelm och Maria Lord Churchill till earl av Marlborough. Senare kom dock paret Marlborough att inte behandlas lika väl. Lord Marlborough misstänktes 1692 för att vara en jakobit (dvs. en person som ansåg att Jakob II var den rättmätige monarken), varvid Maria II fråntog honom alla hans uppdrag och utestängde honom från hovet. Detta ledde till att Anna i vredesmod flyttade från sitt kungliga residens till Syon House, som vid denna tid var hem för hertigen av Somerset. Prinsessan Anna fråntogs då sitt livgarde, och vakterna vid de kungliga slotten förbjöds att göra honnör för hennes make. När Maria begärde att Anna skulle avskeda Marlboroughs hustru Sarah, som var Annas närmaste vän, inträdde en öppen brytning mellan systrarna och Anna lämnade hovet.
Efter att Maria II avlidit av smittkoppor 1694 fortsatte Vilhelm III att regera ensam. För att förbättra sin popularitet (som alltid varit mindre än hustruns) lät han Anna återfå sina tidigare privilegier och lät henne bo i St. James's Palace. Samtidigt höll han henne i bakgrunden och avstod från att utnämna henne till ställföreträdande regent under hans frånvaro. År 1695 försökte Vilhelm vinna prinsessan Annas gunst genom att återinsätta Marlborough. I gengäld stödde Anna Vilhelms regering, även om hon vid denna tid, 1696, enligt Jakob eftersom hon hade möjligheten att ärva tronen, skrev till sin far och frågade om hon hade hans tillåtelse att bära kronan vid Vilhelms död samt lovade att han skulle återinsättas då tillfälle gavs. Ett ogrundat rykte om att Vilhelm funderade på att göra Jakobs son till sin tronföljare, med villkoret att han uppfostrades till protestant i England, kan ha oroat henne.
Under denna tid genomled prins Georg och prinsessan Anna många personliga tragedier. År 1700 hade den blivande drottningen varit gravid åtminstone arton gånger; tretton av dem fick hon missfall eller födde dödfödda barn. Fyra av de fem barn som var vid liv vid förlossningen dog före två års ålder. Det enda barn som överlevde spädbarnsåren, Vilhelm, hertig av Gloucester, dog elva år gammal den 19 juli 1700, vilket ledde till en tronföljdskris.
Vilhelm och Maria hade inga barn och tronföljaren prinsessan Anna var nu den enda personen i den tronföljd som hade slagits fast i Bill of Rights. Om grenen hade utslocknat helt hade det varit lätt för den avsatte kung Jakob att återkräva tronen. För att hindra att en katolik skulle kunna inta tronen antogs Act of Settlement 1701, där det fastslogs att om varken Anna eller Vilhelm III skulle få någon avkomma i ett framtida äktenskap skulle kronan ärvas av Kurfurstinnan Sofia av Hannover, och hennes ättlingar som härstammade från Jakob I av England genom Elisabet av Böhmen. Flera personer med större genealogiska anspråk hoppades över på grund av att de var katoliker. Anna accepterade den nya tronföljdslinje som skapats i Act of Settlement.
I fortsättningen undertecknade Anna sina brev till Lady Marlborough med "din beklagansvärda stackare" och ”trogna Morley." Om hon inte skulle få någon egen avkomma hade Anna vid denna tid troligtvis föredragit att som sin efterträdare se sin far, som då befann sig i St Germain, eller någon i hans familj. Men hon förstod nödvändigheten av en protestantisk efterträdare och accepterade därför Act of Settlement. Hon bar dock sorgklädsel vid sin faders död senare under 1701. Hon gjorde sig dock inte omtyckt hos sin halvbror, Jakob II:s son och arvtagare Jakob Edvard Stuart (the "Old Pretender").

### Tidig regeringstid

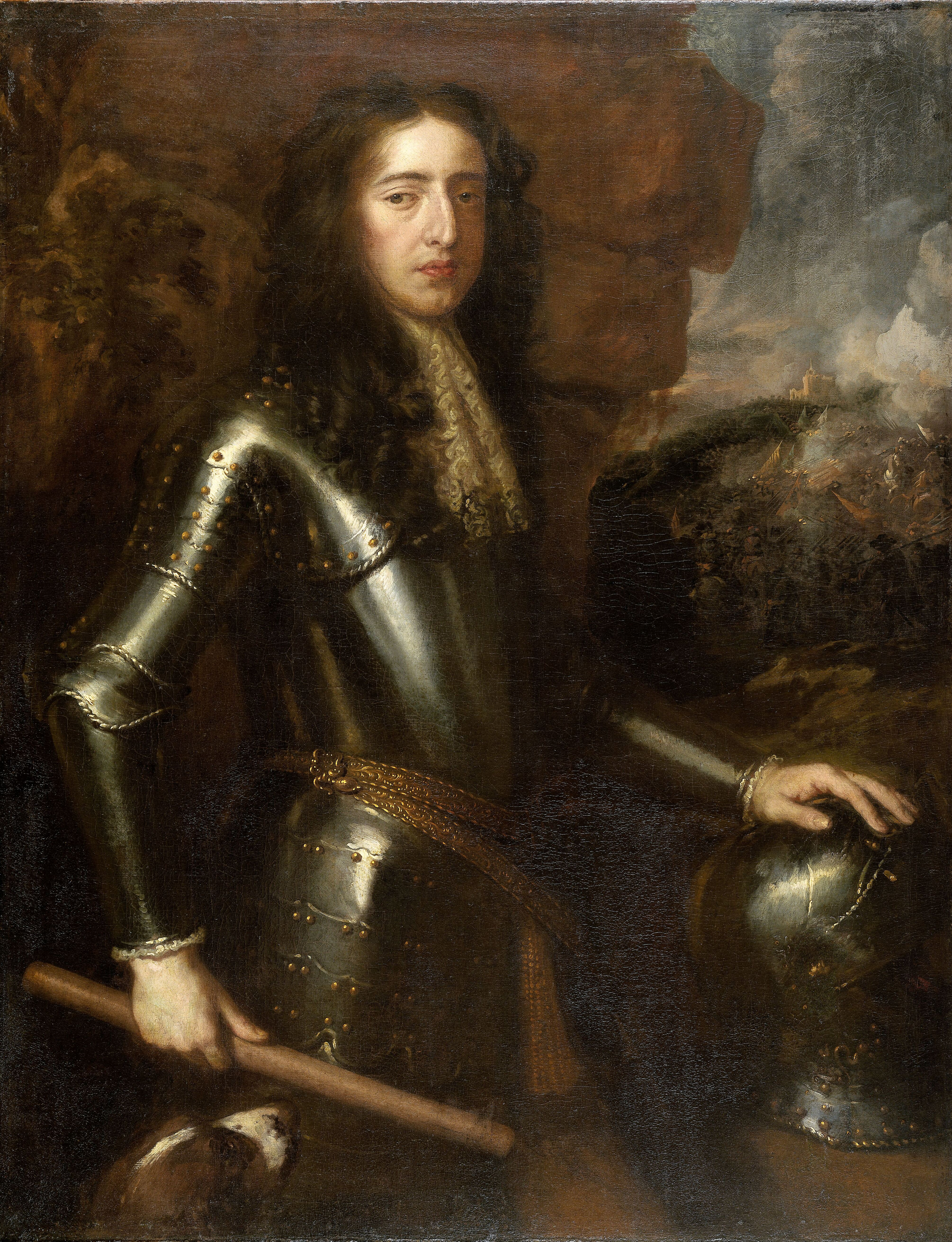
Anna efterträdde sin svåger Vilhelm III efter dennes död 1702. Porträtt av Peter Lely. Rijksmuseum.

Vilhelm III avled 8 mars 1702 och Anna tillträdde tronen den 23 april. Ungefär samtidigt inleddes det spanska tronföljdskriget, en konflikt kring den franske kungen Ludvig XIV:s barnbarn Filips rätt att ärva den spanska tronen. Även om Filip utsågs till tronarvinge i den tidigare spanske kungens Karl II:s testamente var större delen av Europa emot honom, eftersom man oroades över att den franska dynastin skulle bli alltför mäktig. I testamentet fanns ett villkor om att Filip skulle ge upp sina anspråk på den franska tronen, men Ludvig lät stryka det villkoret för det fall att många av hans arvtagare skulle dö. Detta var ingen orealistisk oro eftersom större delen av Ludvigs familj dog i smittkoppor kort före hans egen död, med bara hans femårige sonsonson Ludvig XV kvar att ärva tronen. England hade även förargats över att Ludvig XIV hade utropat den gamle tronpretendenten Jakob Edvard Stuart till "Jakob III av England" efter Jakob II:s död. Därför stödde England motståndaren, den tidigare spanske kungens österrikiske kusin, ärkehertig Karls anspråk på den spanska tronen.
Det spanska tronföljdskriget (som i Nordamerika kallas Drottning Annas krig, det andra av de fransk-indianska krigen) skulle fortsätta fram till de sista åren av Annas regeringstid och dominera såväl inrikes- som utrikespolitiken. Kort efter sitt trontillträde utsåg hon sin make till Lord High Admiral, vilket gav honom kontrollen över Royal Navy. Kontrollen över armén gavs till Lord Marlborough, som hon utsåg till Captain-General. Marlborough mottog utöver detta åtskilliga utmärkelser av drottningen; han blev bl.a. riddare av Strumpebandorden och upphöjdes till hertig. Hertiginnan utsågs till Mistress of the Robes, den högsta rank en kvinnlig hovfunktionär kunde uppnå.
Annas första ministär bestod huvudsakligen av torypolitiker, ledda av Sidney Godolphin. Whigs – som till skillnad från Tories var ivriga tillskyndare av det spanska tronföljdskriget – blev mycket mer inflytelserika efter det att hertigen av Marlborough vunnit en stor seger i Slaget vid Blenheim 1704. Whigs fick snabbt mer makt, och tack vare Marlboroughs inflytande försvann nästan alla tories från ministären. Lord Godolphin allierade sig med Marlborough för att säkra sin post. Även om Lord Godolphin officiellt var regeringens ordförande var det hertigen av Marlborough och de båda statssekreterarna (Charles Spencer, 3:e earl av Sunderland, och Robert Harley) som styrde. Lord Godolphins son gifte sig med hertigen av Marlboroughs dotter och Lord Sunderland var hertigen av Marlboroughs svärson. Flera andra gynnades också av Marlboroughs nepotism.

### Regeringstid i Storbritannien
De följande åren av Annas regeringstid kännetecknas av försöken att ena England och Skottland i ett rike. Det engelska parlamentet försummade att rådfråga Parliament of Scotland eller Estates of Scotland efter ha godkänt Act of Settlement 1701. Skottarna ville bevara Stuartdynastin och antog Act of Security där det stod att om drottningen inte fick någon avkomma skulle de skotska godsägarna få välja nästa skotska monark bland de protestantiska ättlingarna till den skotska kungaätten. Den person som de skotska godsägarna valde skulle inte vara samma person som på den engelska tronen om inte olika religiösa, ekonomiska och politiska krav kunde uppfyllas. Även om det ursprungligen inte var tänkt så, gavs kunglig sanktion då det skotska parlamentet hotade med att dra tillbaka de skotska trupperna från hertigen av Marlboroughs armé i Europa och vägrade att driva in skatt. Det engelska parlamentet, som oroade sig över ett självständigt Skottland skulle återuppta Auld Alliance (med Frankrike), svarade med Alien Act 1705, där det fastslogs att ekonomiska sanktioner skulle införas och att skotska medborgare skulle förklaras som utlänningar (vilket riskerade deras rätt till ägande i England) om inte Skottland antingen upphävde Act of Security eller gick in i en union med England. Godsägarna valde det senare och kommissionärer valdes för att förhandla om villkoren för en union. Articles of Union godkändes av kommissionärerna den 22 juli 1706, och även det skotska parlamentet samtyckte (även om en överväldigande majoritet av det skotska folket var emot detta) den 16 januari 1707. Enligt beslutet blev England och Skottland ett rike kallat Storbritannien den 1 maj 1707.
Relationen mellan hertiginnan av Marlborough och drottning Anna försämrades under 1707. Hertiginnan hade visat sig grälsjuk och hennes ställning hade underminerats av en annan av drottningens vänner, Abigail Masham, kusin till hertiginnan av Marlborough och även släkting till en av Annas whigministrar, Robert Harley. Genom Masham kunde Harley utöva inflytande över drottningen. Då Lord Godolphin och hertigen av Marlborough fick reda på Harleys nya maktmöjlighet försökte de få honom avsatt. Anna mottog hans avgångsansökan 1708. Fem whigpolitiker – Lord Sunderland, Thomas Wharton, 1:e earl av Wharton, John Somers, 1:e baron Somers, Charles Montagu, 1:e baron av Halifax, och Robert Walpole – dominerade politiken och blev kända som "Junto". Harley fortsatte att utöva inflytande över drottningen som hennes privata rådgivare.
Annas make prins Georg av Danmark avled i oktober 1708. Hans ledarskap över Admiralty ogillades av whigledarna, och då han låg på sin dödsbädd förberedde vissa whigpolitiker sig för att lägga fram en motion för att avsätta honom som Lord High Admiral. Anna tvingades att vädja till hertigen av Marlborough för att försäkra sig om att en sådan motion inte lades fram. Efter hennes makes död umgicks Anna allt mindre med den högdragna hertiginnan Marlborough och föredrog den mer respektfulla Abigail Mashams sällskap. Drottningen avslutade vänskapen 1709.

### Senare år

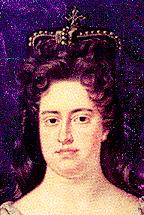
Anna av Storbritannien iförd drottningkrona. Detalj ur porträtt av en okänd konstnär i John Clostermans ateljé (cirka 1702).

Whigs fall kom hastigt då det kostsamma spanska tronföljdskriget började bli alltmer impopulärt i England; Robert Harley använde sig särskilt skickligt av frågan för att motivera väljarna. Det folkliga missnöjet ökade efter att Henry Sacheverell, en torypräst som attackerade whigregeringen för att den var tolerant mot religiösa dissenter, åtalades för uppvigling. Ännu mer förnedrande var det för whigpolitikerna när han inte dömdes till det önskade straffet; Dr Sacheverell fängslades inte, som många whigpolitiker hade hoppats, utan suspenderades endast från predikan under tre år. I det allmänna valet 1710 återvalde en missnöjd befolkning en stor torymajoritet.
Marlborough var fortfarande för inflytelserik för att kunna avsättas, men hans släktingar började snart förlora sina poster. Lord Godolphin avsattes 7 augusti 1710; den nya ministären leddes av Robert Harley och inkluderade Henry St John. Marlborough avsattes på grund av slöseri med allmänna medel. Den nya toryregeringen försökte få fred i det spanska tronföljdskriget, för (vilket senare händelser visade) en österrikisk seger (Österrike var Storbritanniens huvudallierade) skulle bli lika skadlig för brittiska intressen som en fransk seger. Whigpolitikerna kunde inte tolerera en regent från huset Bourbon på den spanska tronen, men torypolitikerna var redo att kompromissa genom att ge Spanien till den franske kungens sonson.
Dispyten löstes genom yttre omständigheter: Whigpolitikerna stödde ärkehertig Karl och när hans äldre bror avled 1711 ärvde ärkehertig Karl Österrike, Ungern och det tysk-romerska rikets tron. Att då dessutom ge honom Spaniens tron skulle göra honom alltför mäktig, något som inte längre låg i Storbritanniens intresse. Men det förslag till fördraget i Utrecht som lagts fram för parlamentet för ratificering gick inte så långt som whigpolitikerna ville för att inskränka ätten Bourbons makt. I underhuset var torymajoriteten omöjlig att angripa, men det var inte på samma sätt i överhuset. För att blockera fredsplanerna gick whigpolitikerna in i en allians med Daniel Finch, 2:e earl av Nottingham, och hans torybundsförvanter i överhuset. Drottningen och hennes ministär, som såg behovet av ett avgörande beslut, avsatte hertigen av Marlborough och lämnade över ansvaret för de brittiska trupperna till James Butler, 2:e hertig av Ormonde. För att eliminera whigmajoriteten i överhuset utsåg Anna tolv nya pärer (varav en var Abigail Mashams make) under en enda dag. En sådan massutnämning av pärer var verkligen ovanlig, Elisabet I hade utsett färre pärer under närmare femtio år än vad Anna gjorde under en enda dag.
Enligt villkoren i det fastställda fördraget fick den franske kungen Ludvig XIV:s sonson Filip sitta kvar på den spanska tronen och behålla de spanska kolonierna i den Nya världen. Resten av det spanska arvet delades dock upp mellan olika europeiska kungligheter. Storbritannien fick Gibraltar och Menorca. Även flera franska kolonier i Nordamerika gick till Storbritannien och detta avslutade såväl Storbritanniens inblandning i det spanska tronföljdskriget som Drottning Annas krig.

### Död
Anna avled den 1 augusti 1714 av obehandlad gikt som slutade med rosfeber, vilket ledde till feber och abscess. Hennes lik var så uppsvällt att det begravdes i en stor, nästan kvadratisk kista i Westminster Abbey.
Hon dog kort efter kurfurstinnan Sofia av Pfalz, och kurfurstinnans son Georg I, kurfurste av Hannover, ärvde den brittiska kronan. Det påstås att man i enlighet med Act of Settlement 1701 hoppade över omkring femtio katoliker med större genealogiska anspråk, något som dock aldrig bevisats. Bland dem fanns Annas halvbror James Francis Edward Stuart. Kurfurstens tillträde på den brittiska tronen var relativt stabilt. Under åren 1715 och 1719 inträffade jakobitiska uppror, vilka dock båda misslyckades.

## Eftermäle
Annas regeringstid präglades både av ett ökat inflytande för ministrarna och en minskad makt för kronan. År 1708 blev Anna den sista brittiska regenten att använda den kungliga sanktionen och inlade sitt veto mot ett lagförslag, i detta fall ett lagförslag rörande skotsk milis. På grund av sin hälsa (hon led av porfyri) lät hon sina ministrar, främst Robert Harley, såväl som sina bästa vänner – Sarah Churchill, hertiginna av Marlborough och Abigail Masham – dominera politiken. Maktskiftet från kronan till kabinettet blev ännu tydligare under Georg I:s regeringstid. Dennes rådgivare Sir Robert Walpole beskrivs ofta som "Storbritanniens förste premiärminister".
År 1709 utfärdade Anna en kungörelse känd som Golden Book till folket i tyska Pfalz vid Rhen där hon uppmanade folket att ta sig till Rotterdam där de skulle kunna stiga ombord på den brittiska flottan och åka till de brittiska kolonierna i Amerika. Eftersom de blivit så hårt drabbade av det spanska tronföljdskriget tog sig tusentals till den holländska republiken. Den brittiska regeringen tvingades låta över 3000 tyskar (totalt 800 familjer) bosätta sig i Irland, främst i County Limerick och County Wexford. Författaren Daniel Defoe gav publicitet åt deras sak. De var protestanter, och de fick var sin standardmusköt från den brittiska armén, av tyskarna kallade en ”drottning Anna-musköt”. Deras ättlingar finns kvar där än idag, även om de är få och deras unika tyska dialekt nästan är utdöd.
Konstnärlig, litterär och vetenskaplig utveckling skedde under Annas tid. Inom arkitekturen skapade Sir John Vanbrugh byggnader som Blenheim Palace (Marlboroughs hem) och Castle Howard. Författare som Daniel Defoe, Alexander Pope och Jonathan Swift blomstrade under Annas regeringstid. Sir Isaac Newton levde under Annas tid, även om han gjort sina främsta upptäckter redan under Vilhelm och Marias tid. Annas namn förknippas med världens första betydande upphovsrättslag, känd som Statute of Anne (1709), som gav ensamrätt åt författare i stället för åt boktryckare.
Anna tyckte om brandy, vilket gav henne smeknamnet "Brandy Nan".

## Titlar
- 6 februari 1665–28 juli 1683: Lady Anna Stuart (The Lady Anne Stuart)
- 28 juli 1683–8 mars 1702: Hennes kungliga höghet, prinsessan Anna av Danmark (Her Royal Highness Princess Anne of Denmark)
- 8 mars 1702–1 maj 1707: Hennes majestät, drottning av England, Skottland och Irland
- 1 maj 1707–1 augusti 1714: Hennes majestät, drottning av Storbritannien och Irland

## Anfäder och ättlingar

### Anfäder
| Anna av Storbritannien | Far: Jakob II av England | Farfar: Karl I av England                  | Farfarsfar: Jakob I av England     |
| Anna av Storbritannien | Far: Jakob II av England | Farfar: Karl I av England                  | Farfarsmor: Anna av Danmark        |
| Anna av Storbritannien | Far: Jakob II av England | Farmor: Henrietta Maria av Frankrike       | Farmorsfar: Henrik IV av Frankrike |
| Anna av Storbritannien | Far: Jakob II av England | Farmor: Henrietta Maria av Frankrike       | Farmorsmor: Maria av Medici        |
| Anna av Storbritannien | Mor: Anna Hyde           | Morfar: Edward Hyde, 1:e earl av Clarendon | Morfarsfar: Henry Hyde             |
| Anna av Storbritannien | Mor: Anna Hyde           | Morfar: Edward Hyde, 1:e earl av Clarendon | Morfarsmor: Mary Langford          |
| Anna av Storbritannien | Mor: Anna Hyde           | Mormor Frances Aylesbury                   | Mormorsfar Sir Thomas Aylesbury    |
| Anna av Storbritannien | Mor: Anna Hyde           | Mormor Frances Aylesbury                   | Mormorsmor Anna Denman             |

### Barn
Nedan listas Annas barn. Fadern är Georg av Danmark (1653–1708), med vilken hon gifte sig 28 juli 1683.
| Namn                          | Född              | Död               |
| ----------------------------- | ----------------- | ----------------- |
| Dödfödd dotter                | 12 maj 1684       | 12 maj 1684       |
| Mary                          | 2 juni 1685       | 8 februari 1687   |
| Anna Sophia                   | 12 maj 1686       | 2 februari 1687   |
| Dödfödd son                   | 22 oktober 1687   | 22 oktober 1687   |
| Vilhelm, hertig av Gloucester | 24 juli 1689      | 29 juli 1700      |
| Maria                         | 14 oktober 1690   | 14 oktober 1690   |
| Georg                         | 17 april 1692     | 17 april 1692     |
| Dödfödd dotter                | 23 april 1693     | 23 april 1693     |
| Dödfött barn                  | 21 januari 1694   | 21 januari 1694   |
| Dödfödd dotter                | 18 februari 1696  | 18 februari 1696  |
| Dödfödd dotter                | 25 mars 1697      | 25 mars 1697      |
| Charles                       | 15 september 1698 | 15 september 1698 |
| Dödfödd dotter                | 25 januari 1700   | 25 januari 1700   |